# Apama III
Apama III (en griego antiguo: Ἀπάμα), nacida en c. 250 a. C., fue una reina helenística de la dinastía Antigónida.

## Reinado
Apama III nació en la dinastía helenística Antigónida. Era la hija de Demetrio II de Macedonia y Estratónice de Macedonia. El medio hermano de Apama fue Filipo V de Macedonia. Se casó con Prusias I de Bitinia y su hijo fue Prusias II de Bitinia.
Su esposo era un aliado de su medio hermano Filipo V. Después de que Filipo V tomó la ciudad portuaria de Prusa, su esposo reconstruyó la ciudad alrededor del 202 a. C. y la renombró Apamea Myrlea.[cita requerida]